# Grony de l'Oller
El Grony de l'Oller és una muntanya de 1.062 metres que es troba al municipi de Collsuspina, a la comarca del Moianès.